# Анрёхте
Анрёхте (нем. Anröchte) — община в Германии, в земле Северный Рейн-Вестфалия.
Подчиняется административному округу Арнсберг. Входит в состав района Зост. Население составляет 10 456 человек (на 31 декабря 2010 года). Занимает площадь 73,79 км².
Коммуна подразделяется на 10 сельских округов.
| Год  | Население |
| ---- | --------- |
| 1995 | 10 283    |
| 2000 | 10 862    |
| 2005 | 10 842    |
| 2010 | 10 548    |